# Семёнов, Александр Семёнович
Александр Семёнович Семёнов (1819—1867) — художник-акварелист, академик Императорской Академии художеств.

## Биография
Родился в 1819 году. Окончил курс Императорской Академии художеств (1842) со званием неклассного художника.
Был признан «назначенным в академики» (1846). Удостоен звания академика (1853) за акварельный портрет Рейссига. Занимался преподаванием рисования и перспективы в Корпусе горных инженеров.
Работы Семёнова, известны по академическим отчетам: портреты г-на Боаса — масляными красками и доктора Бара (1855), эскизы для картины «Чухонская ярмарка в Колпине» (1856), акварельная копия с картины П. А. Федотова «Сватовство майора» — по заказу Общества поощрения художеств (1858), несколько акварельных картин для Горного института и разных фотографических заведений (1859); 17 акварельных портретов; 4 декорации в виде фонов для фотографических же заведений: Шульца в Царском Селе, Бутримовича в Павловске и своего собственного (1861); 15 портретов; ещё две группы из двух фигур для гг. Маркова и Блотнера, два вида на дом Усова в Санкт-Петербурге (на углу 13 линии, с набережной Невы и от Морского корпуса) по заказу Сетова (1862); 7 медальонов и 9 поясных портретов; ещё два портрета в рост — с англичанина Тикстона в якутском костюме и один — с девицы Григоровской в малороссийском уборе; образ на тему «Господи, спаси Царя и услыши ны» — по заказу священника Зиновьевского для поднесения лейб-гвардейским Финляндским полком в Варшаве великому князю Константину Николаевичу в память спасения Его Высочества (1863); портрет масляными красками генерала И. С. Ганецкого — для канцелярии лейб-гвардейского Финляндского полка; акварельный этюд лопушника для г-на Вишау, 8 медальонов гг. Чагинской, Шеламовой, Альбрехт, Кашутиной — 2, Кузнецова — 2, Бутузова, 22 портрета гг. Шаламовой, Кашутиной, Подтягиной, Наумовой, 2 — гг. Калино, 6 — Бороздны, 6 — Новаковского, Петрова, Карлова, Трусова, девицы Юнкер (1864).
Умер 15 декабря 1867 года.

## Пояснения
1. ↑  Воспитанники Императорской Академии художеств, удостоенные за работы малой серебряной медали (2-й степени), получали звание неклассного или свободного художника